# Demonax imitatus
Demonax imitatus là một loài bọ cánh cứng trong họ Cerambycidae.